# Kasia Gruchalla-Wesierski
Kasia Gruchalla-Wesierski (* 31. März 1991 in Montreal) ist eine kanadische Ruderin, die im Achter Olympiasiegerin und drei Jahre später Olympiazweite wurde.

## Sportliche Karriere
Kasia Gruchalla-Wesierski begann erst 2014 mit dem Rudersport, nachdem ein Beinbruch ihre Karriere als alpine Skiläuferin beendet hatte. 2018 wurde sie ins Nationalteam berufen. 2019 nahm sie mit dem Achter an den Weltmeisterschaften in Linz/Ottensheim teil und belegte den vierten Platz hinter den Booten aus Neuseeland, Australien und den Vereinigten Staaten.
Bei den erst im Juli 2021 ausgetragenen Olympischen Spielen in Tokio ruderte Kasia Gruchalla-Wesierski ebenfalls im kanadischen Achter und gewann die Goldmedaille vor den Neuseeländerinnen. Im Jahr darauf gewann sie mit dem kanadischen Achter bei den Weltmeisterschaften 2022 in Račice u Štětí die Bronzemedaille hinter den Rumäninnen und den Niederländerinnen. Nach dem fünften Platz bei den Weltmeisterschaften 2023 in Belgrad gewann der kanadische Achter bei den Olympischen Spielen 2024 in Paris die Silbermedaille mit viereinhalb Sekunden Rückstand auf die Rumäninnen und 0,67 Sekunden Vorsprung vor dem britischen Achter.